# 大衛區 (奇里基省)
8°26′N 82°26′W / 8.433°N 82.433°W
大衛區（西班牙語：Distrito de David），是巴拿馬的一個行政區，位於該國西部，由奇里基省負責管轄，始建於1837年，面積868.4平方公里，2010年人口144,858，人口密度每平方公里166.81人。